# هانا عبدی
هانا عبدی (زاده ۱۳۶۶) دانشجوی کرد دانشگاه پیام نور بیجار، از فعالان حقوق زنان در ایران، عضو انجمن زنان آذرمهر کردستان، و کمپین یک میلیون امضا است که در ۱۱ مهرماه سال ۱۳۸۶ توسط نیروهای امنیتی در شهر سنندج بازداشت شد و در خرداد ۱۳۸۷ به پنج سال حبس و تبعید در شهرستان گرمی، (شهری کوچک در استان اردبیل، نزدیک مرز جمهوری آذربایجان) به اتهام اجتماع و تبانی برای ارتکاب جرم علیه امنیت کشور محکوم شد. و محکومیت او در رسانه‌های خارجی بازتاب زیادی یافت.
تغییر محل‌های پی‌درپی زندان هانا عبدی و روناک صفارزاده موجب تعبیر «اقدام شبهه‌برانگیز دستگاه قضایی برای آزار دادن عامدانه آنها» توسط خانواده آنان و فعالان مدنی شده‌است. هانا عبدی پس از دستگیری یک سال در بازداشتگاه اطلاعات سنندج و زندان مرکزی سنندج در بلاتکلیفی به‌سر می‌برد، سپس به ۵ سال حبس در شهرستان گرمی محکوم شد، سپس دادگاه تجدیدنظر سنندج حبس او را به یک سال و نیم کاهش داد و مکان آن را زندان رزن در نزدیکی همدان مقرر کرد، اما هنگام انتقال هانا عبدی به این زندان مشخص شد زندان رزن دارای بند زنان نیست و هانا به زندان همدان منتقل شد. بعدها نیز دادگاه تجدیدنظر به خانواده وی اعلام کرد هانا در زندانی در مشکین شهر استان اردبیل منتقل شده‌است و ادامه محکومیت خود را آنجا خواهد گذراند. پرونده وی بعد از اعتصاب غذای او و بیانیه‌ای که دراین خصوص صادر شده بود مفتوح شد و شعبه چهارم دادگاه تجدید نظر استان کردستان در اردیبهشت ۱۳۸۸ محکومیت ۷ ماهه وی به اتهام تبلیغ علیه نظام را به ۳۰۰۰۰۰۰ ریال جزای نقدی تبدیل کرد.